# Leptoteleia arndti
Leptoteleia arndti är en stekelart som först beskrevs av Dozier 1931.  Leptoteleia arndti ingår i släktet Leptoteleia och familjen Scelionidae. Inga underarter finns listade i Catalogue of Life.